# Santa Maria degli Angeli (titre cardinalice)
Le titre cardinalice de Santa Maria degli Angeli (Sainte-Marie des Anges), connu aussi sous le nom de Santa Maria degli Angeli in Thermis est érigé par le pape Pie IV le 15 mai 1565. Il est rattaché à la basilique Sainte-Marie-des-Anges-et-des-Martyrs, confiée à la congrégation des chartreux et située dans les anciens thermes de Diocletien dans le rione Castro Pretorio à Rome.

## Titulaires
| - Giovanni Antonio Serbelloni (1565-1570) - Prospero Santacroce (1570-1574) - Giovanni Francesco Commendone (1574-1584) - Simeone Tagliavia d'Aragonia (1585-1592) - Federico Borromeo (1593-1631) - Ernst Adalbert von Harrach (1632-1644) - Marzio Ginetti (1644-1646) - Niccolò Albergati-Ludovisi (1646-1666) - Virginio Orsini (1666-1667) - Antonio Bichi (1667-1687) - Raimondo Capizucchi, O.P. (1687-1691) - Étienne Le Camus (1691-1707) - Giuseppe Vallemani (1707-1725) - Melchior de Polignac (1726-1741) - Camillo Cibo (1741-1743) - Giovanni Battista Spinola (1743-1751) - Girolamo De Bardi (1753-1761) - Filippo Acciajuoli (1761-1766) | - Giovanni Ottavio Bufalini (1766-1782) - Guglielmo Pallotta (1782-1795) - Ignazio Busca (1795-1803) - Filippo Casoni (1804-1811) - Giuseppe Morozzo della Rocca (1816-1842) - Mario Mattei (1842-1844) - Domenico Carafa della Spina di Traetto (1844-1879) - Lajos Haynald (1879-1891) - Anton Josef Gruscha (1891-1911) - Gennaro Granito Pignatelli di Belmonte (1911-1915) - Alfonso Maria Mistrangelo, Sch.P. (1915-1930) - Jean-Marie-Rodrigue Villeneuve, O.M.I. (1933-1947) - Paul-Émile Léger, P.S.S. (1953-1991) - William Henry Keeler (1994-2017) - Anders Arborelius (2017-) |